# Nazio-Juve
La Nazio-Juve, était le surnom d'un groupe de joueurs du club italien de football de la Juventus Football Club qui représentaient en même temps la sélection de l'équipe d'Italie, alors entraînée par Vittorio Pozzo, lorsqu'elle remporta l'édition de la coupe du monde 1934 ainsi que deux éditions de la coupe internationale (1927-1930 et 1933-1935).
Le club turinois, entraîné durant cette période par Carlo Carcano, dominait alors le football italien, et était connu pour avoir une des meilleures équipes d'Europe durant la première moitié des années 1930, remportant le record en Serie A de cinq championnats d'Italie consécutifs (entre 1931 et 1935), et atteignant les demi-finale de la coupe Mitropa de 1932 à 1935, avec l'aide du formidable trio défensif Combi-Rosetta-Caligaris, de Giovanni Ferrari, Felice Borel II et des oriundi Luis Monti, Raimundo Orsi et Renato Cesarini.

## Historique de laNazio-Juvedans les années 1930
Durant la première moitié de la décennie 1930, trois joueurs du Foot-Ball Club Juventus (Luigi Bertolini, Renato Cesarini et Giovanni Ferrari) furent d'abord convoqués par le commissaire technique national italien Vittorio Pozzo, ce qui porta à neuf le nombre de « bianconeri in azzurro », participant à la coupe internationale 1931-1932, suivant le modèle de la Wunderteam autrichienne, dont Matthias Šindelář en était le capitaine.
Deux ans plus tard, la Juventus alors en période de Quinquennio d'oro (époque du quintuplé historique en championnat), représente encore une fois l'ossature de la Squadra Azzurra avec neuf joueurs qui firent partie des 22 joueurs sélectionnés pour disputer la seconde coupe du monde de l'histoire, disputée en Italie. La Nazio-Juve, composée du capitaine Gianpiero Combi, appelé in extremis par Pozzo après que Carlo Ceresoli, le gardien titulaire de l'équipe nationale durant les phases préparatoires du mondial, se fractura un bras lors d'un match amical de son club de la Fiorentina, de l'ailier Giovanni Ferrari, du milieu Luis Monti (vice-champion du monde en 1930 avec l'Argentine), de l'ailier droit Raimundo Orsi (également oriundo), et du milieu gauche Luigi Bertolini, furent titulaires lors de la finale de la compétition contre la Tchécoslovaquie de František Plánička, Oldřich Nejedlý ou encore Antonín Puč.
Les autres joueurs de la Vieille Dame Virginio Rosetta et Umberto Caligaris, quittèrent le poste de titulaire au profit d'Eraldo Monzeglio et de Luigi Allemandi après le premier match contre les États-Unis, tandis que le milieu droit Mario Varglien I et l'avant-centre Felice Borel II furent quelques fois titulaires durant le tournoi.
L'année suivante, l'Italie, renforcée par les bianconeri Borel II et Monti, remportèrent la troisième coupe Antonin Švehla, battant 1-0 à Budapest la Hongrie de György Sárosi le 22 octobre 1933 (but de Borel II à la 43e minute), avec neuf joueurs juventini sur les onze titulaires, puis 5-2 la Suisse le 3 décembre 1933, avec huit juventini titulaires.

## Joueurs

Le onze de départ de l'équipe italienne avec 5 joueurs de la Juve lors de la finale de la coupe du monde contre la Tchécoslovaquie à Rome le 10 juin 1934.

- Luigi Bertolini
- Carlo Bigatto I
- Felice Placido Borel II
- Umberto Caligaris
- Luigi Cevenini III
- Renato Cesarini
- Gianpiero Combi
- Giovanni Ferrari
- Luis Monti
- Federico Munerati
- Raimundo Orsi
- Virginio Rosetta
- Mario Varglien I
- Giovanni Varglien II
- Giovanni Vecchina